# Екорегіони Ботсвани
Екорегіони Ботсвани — список екорегіонів  Ботсвани, за даними Всесвітнього фонду природи (WWF).

## Наземні екорегіони

### Тропічні і субтропічні злаковники, савани і чагарники
- Калахарські ліси з ''Acacia'' і ''Baikiaea''
- Південно-африканський бушвельд
- Замбезійські ліси з ''Baikiaea''
- Замбезійські і Мопанські ліси

### Затоплювані злаковники і савани
- Замбезійські затоплювані злаковники
- Замбезійські галофіти

### Пустелі і ксеричні чагарники
- Калахарська ксерична савана

## Прісноводні екорегіони

### Замбезі
- Пустеля Калахарі
- Заплави Окаванго
- Заплави верхів'я Замбезі

### Південні помірні
- Західна частина Оранжевої